# جون إف. بيكر جونيور
جون إف. بيكر جونيور (بالإنجليزية: John F. Baker, Jr.)‏ هو عسكري أمريكي، ولد في 30 أكتوبر 1945 في دافنبورت في الولايات المتحدة، وتوفي في 20 يناير 2012 في كولومبيا في الولايات المتحدة.